# Cacographis osteolalis
Cacographis osteolalis is een vlinder uit de familie van de grasmotten (Crambidae). De wetenschappelijke naam werd gepubliceerd in 1863 door Julius Lederer.

## Verspreiding
De soort komt voor in Mexico, Panama, Colombia, Venezuela, Peru en Bolivia.

## Ondersoorten
- Cacographis osteolalis azteca (Munroe, 1970) (Mexico)
- Cacographis osteolalis inca (Munroe, 1970) (Peru)
- Cacographis osteolalis sara (Munroe, 1970) (Bolivia)

## Waardplanten
De rups leeft op Colocasia- en Caladium-soorten.